# Port lotniczy Chaskowo-Malewo
Port lotniczy Chaskowo-Malewo, również Baza lotnicza Uzundżowo – port lotniczy położony w Malewie koło Chaskowa, w Bułgarii. Używany jest jako baza wojskowa Bułgarskich Sił Powietrznych.